# 第二届全国人民代表大会各专门委员会
第二届全国人民代表大会各专门委员会是中华人民共和国第二届全国人民代表大会设立的专门委员会，任期由1959年4月至1964年12月。
1954年9月20日第一届全国人民代表大会第一次会议通过的《中华人民共和国宪法》第三十四条规定：“全国人民代表大会设立民族委员会、法案委员会、预算委员会、代表资格审查委员会和其他需要设立和委员会。”“民族委员会和法案委员会，在全国人民代表大会闭会期间，受全国人民代表大会常务委员会的领导。”1954年9月20日第一届全国人民代表大会第一次会议通过的《中华人民共和国全国人民代表大会组织法》第二十五条规定：“各委员会都由主任委员一人、副主任委员若干人和委员若干人组成。”“主任委员和委员的人选，由全国人民代表大会会议主席团在代表中提名，由全国人民代表大会会议通过；副主任委员由委员互推。”第二届全国人民代表大会设立4个专门委员会：民族委员会、法案委员会、预算委员会、代表资格审查委员会。
1959年4月17日第二届全国人民代表大会第一次会议预备会议通过代表资格审查委员会、预算委员会的主任委员和委员人选。
1959年4月28日第二届全国人民代表大会第一次会议通过民族委员会、法案委员会的主任委员和委员人选。

## 民族委员会
1959年4月28日第二届全国人民代表大会第一次会议通过主任委员和委员人选。

1959年4月29日第二届全国人民代表大会民族委员会第一次会议互推副主任委员。
- 主任委员：刘格平（回族）
- 副主任委员：包尔汉（维族）、奎璧（蒙族）、张冲（彝族）、谢扶民（壮族）、桑吉悦希（藏族）
- 委员（按姓名笔划排列）：刀京版（傣族）、韦茂文（布依族）、王其梅、王美恭（回族）、王海民（彝族）、王德安（苗族）、扎克洛夫（维族）、牙合甫大毛拉（维族）、札喜旺徐（藏族）、石邦智（苗族）、司马益·亚生诺夫（维族）、召存信（傣族）、田富达（高山族）、包尔汉（维族）、付一之（傈僳族）、安尼瓦尔·汉巴巴（乌孜别克族）、安尼瓦尔·贾库林（哈萨克族）、安登银（彝族）、关山复（满族）、协饶登珠（藏族）、达理札雅（蒙族）、朱德海（朝鲜族）、伊敏·马合苏木（维族）、华尔功成烈（藏族）、汪锋、苏新（羌族）、苏谦益、克德尔拜衣（哈萨克族）、李开荣（瑶族）、李光华（拉祜族）、李和才（哈尼族）、陆庆美（水族）、陈基义（侗族）、陈经畲（回族）、吴英恺（满族）、吴通明（苗族）、吕剑人、邦达多吉（藏族）、林岳川（黎族）、松布（土族）、张子斋（白族）、张冲（彝族）、阿克木西日甫（柯尔克孜族）、阿旺嘉错（藏族）、果基木古（彝族）、罗运通（壮族）、金信淑（朝鲜族）、和凤昭（纳西族）、周仁山、周林、周保中（白族）、赵世同（壮族）、赵乐群（壮族）、胡忠华（佧佤族）、奎璧（蒙族）、降央伯姆（藏族）、马玉槐（回族）、马泳（东乡族）、马青年（回族）、马鸿宾（回族）、马腾霭（回族）、夏克刀登（藏族）、夏康农、桑吉悦希（藏族）、特木尔巴根（蒙族）、乌兰（蒙族）、普贵忠（彝族）、彭祖贵（土家族）、喜饶嘉错（藏族）、覃应机（壮族）、黄正清（藏族）、黄荣（壮族）、雷春国（景颇族）、蓝昌法（瑶族）、杨文贵（苗族）、杨汉先（苗族）、詹东·计晋美（藏族）、廖志高（汉族）、蒙素芬（布依族）、翦伯赞（维族）、噶喇藏（蒙族）、谢扶民（壮族）、谢鹤筹（壮族）、龚绶（傣族）[3]

## 法案委员会
1959年4月28日第二届全国人民代表大会第一次会议通过主任委员和委员人选。

1959年4月30日第二届全国人民代表大会法案委员会第一次会议互推副主任委员。
- 主任委员：张苏
- 副主任委员：武新宇、周鲠生、张友渔
- 委员（按姓名笔划排列）：卢汉、卢郁文、史良、刘西元、刘清扬、刘斐、李书城、陈劭先、陈其尤、陈其瑗、吴有训、吴昱恒、吴德峰、何世琨、何遂、武新宇、张友渔、张志让、张砺生、邵力子、周兴、周鲠生、蚁美厚、俞寰澄、高克林、高崇民、徐子荣、章蕴、许宝驹、康永和、梅龚彬、傅钟、闵刚侯、雷洁琼、杨东莼、钱昌照[4]

## 预算委员会
1959年4月17日第二届全国人民代表大会第一次会议预备会议通过主任委员和委员人选。

1959年4月22日第二届全国人民代表大会预算委员会第一次会议互推副主任委员。
- 主任委员：曾山
- 副主任委员：王绍鏊、薛暮桥、孙起孟
- 委员（按姓名笔划排列）：王芸生、王绍鏊、邓宝珊、包尔汉、乐松生、刘文辉、刘靖基、孙起孟、李明灏、李范五、陈此生、陈绍宽、吴晗、周叔弢、周纯全、屈武、邱及、胡子昂、许广平、许之桢、许崇清、汤桂芬、甯武、盛丕华、潘震亚、薛暮桥[5]

## 代表资格审查委员会
1959年4月17日第二届全国人民代表大会第一次会议预备会议通过主任委员和委员人选。

1959年4月20日第二届全国人民代表大会代表资格审查委员会第一次会议互推副主任委员。
- 主任委员：马明方
- 副主任委员：王维舟、车向忱、朱蕴山
- 委员（按姓名笔划排列）：王维舟、邓宝珊、田君亮、庄希泉、朱蕴山、车向忱、李永、李澄之、陈汝棠、吴芝圃、罗叔章、胡厥文、涂长望、夏衍、徐立清、陶孟和、杨之华、杨静仁[6]